# Ключ 161
Ключ 161 або ключ "ранок" (辰部), що означає «ранок», є одним із 20 Ключів Кансі (загалом 214 ключів), що складається з 7 рисок.
У Словнику Кансі 15 ієрогліфів мають цей ключ (з 49 030).
У китайському гороскопі 辰 представляє п'яту земну гілку і відповідає Дракону в китайському зодіаку.
辰 це також 154 індексувальний елемент у Таблиці індексування компонентів китайський ієрогліфів що зазвичай використовується у словниках Спрощеної Китайської, виданих у Материковому Китаї.

## Еволюція

Символ написаний письмом Цзяґувень
Символ написаний письмом Цзіньвень
Символ написаний письмом Чжуаньшу
Символ написаний письмом Сяочжуань

## Похідні ієрогліфи
| Риски | Ієрогліфи |
| ----- | --------- |
| +0    | 辰        |
| +3    | 辱        |
| +6    | 農        |
| +8    | 辳(=農)   |
| +12   | 辴        |

## Зовнішні посилання
- База даних Unihan - U+8FB0